# Saint-Brisson-sur-Loire
Pour les articles homonymes, voir Saint-Brisson (homonymie) et Brisson.
Saint-Brisson-sur-Loire est une commune française située dans le département du Loiret en région Centre-Val de Loire.

## Toponymie
Sanctus Brictius. Celtique bri = estime, considération. Brice provient du nominatif latin et Brisson de l’accusatif latin.
Évêque de Tours, successeur de saint Martin en 397, mort vers 443. Fête : 13 novembre.

## Géographie

### Localisation

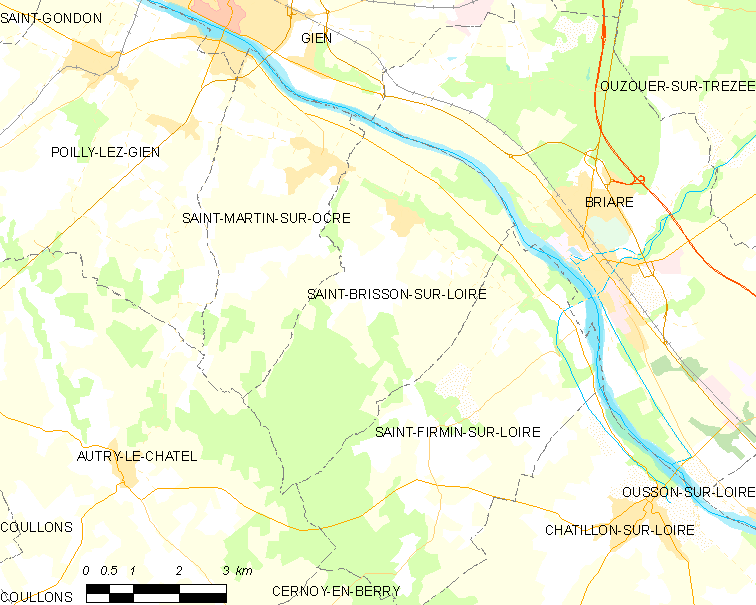
Carte de la commune de Saint-Brisson-sur-Loire et des communes limitrophes.

La commune de Saint-Brisson-sur-Loire se trouve dans le quadrant sud-est du département du Loiret, dans la région agricole du Berry et l'aire urbaine de Gien. À vol d'oiseau, elle se situe à 64,5 km  d'Orléans, préfecture du département, à 39,3 km de Montargis, sous-préfecture, et à 6,2 km de Gien, ancien chef-lieu du canton dont dépendait la commune avant mars 2015. La commune fait partie du bassin de vie de Gien.
Les communes les plus proches sont : Saint-Martin-sur-Ocre (2,2 km), Briare (4,2 km), Saint-Firmin-sur-Loire (4,4 km), Gien (6,2 km), Poilly-lez-Gien (7,1 km), Autry-le-Châtel (8,1 km), Châtillon-sur-Loire (8,1 km), Ouzouer-sur-Trézée (9,9 km), Ousson-sur-Loire (10,2 km) et Nevoy (10,3 km).

### Lieux-dits et écarts
La Briatterie, la Papillonerie, la Bussière, le Coudray, les Martins, Mancy, Montifault, la Maladrerie, les Collissonnes, les Thénoux.

### Géologie et relief

#### Géologie
La commune se situe dans le sud du Bassin parisien, le plus grand des trois bassins sédimentaires français. Cette vaste dépression, occupée dans le passé par des mers peu profondes et des lacs, a été comblée, au fur et à mesure que son socle s’affaissait, par des sables et des argiles, issus de l’érosion des reliefs alentours, ainsi que des calcaires d’origine biologique, formant ainsi une succession de couches géologiques.
Les couches affleurantes sur le territoire communal sont constituées de formations superficielles du Quaternaire et de roches sédimentaires datant du Cénozoïque, l'ère géologique la plus récente sur l'échelle des temps géologiques, débutant il y a 66 millions d'années, et du Mésozoïque, anciennement appelé Ère secondaire, qui s'étend de −252,2 à −66,0 Ma. La formation la plus ancienne est de la craie blanche à silex remontant à la période Crétacé. La formation la plus récente est des alluvions récentes des lits mineurs remontant à l’époque Holocène de la période Quaternaire. Le descriptif de ces couches est détaillé dans  la feuille « n°432 - Gien » de la carte géologique au 1/50 000ème du département du Loiret, et sa notice associée.

Carte géologique de la commune.

|  | Fz :  | alluvions récentes des lits mineurs, Holocène                     |
|  | FC :  | alluvions et colluvions du fond des vallées secondaires, Holocène |
|  | Fvb : | alluvions de haute terrasse, Pléistocène (Mindel), terrasse +20 m |

|  | qCS : | colluvions à silex de versant, Quaternaires |
|  | qOE : | Limons et Loess, Quaternaire                |

|  | m3-p1SASo : | sables et argiles de Sologne, Langhien supérieur à Pliocène inférieur |

|  | e4PN : | poudingue de Nemours, Paléocène-Éocène inférieur |

|  | e1-4Rc : | complexe argilo-sableux à silex = argiles à silex, Paléocène-Éocène inférieur |

|  | c2Cr :  | craie blanche à silex, Turonien   |
|  | c1CrM : | craie blanche à silex, Cénomanien |

#### Relief
La superficie cadastrale de la commune publiée par l’Insee, qui sert de références dans toutes les statistiques, est de 21,86 km2,. La superficie géographique, issue de la BD Topo, composante du Référentiel à grande échelle produit par l'IGN, est quant à elle de 22,1 km2. L'altitude du territoire varie entre 122 m et 208 m.

### Hydrographie

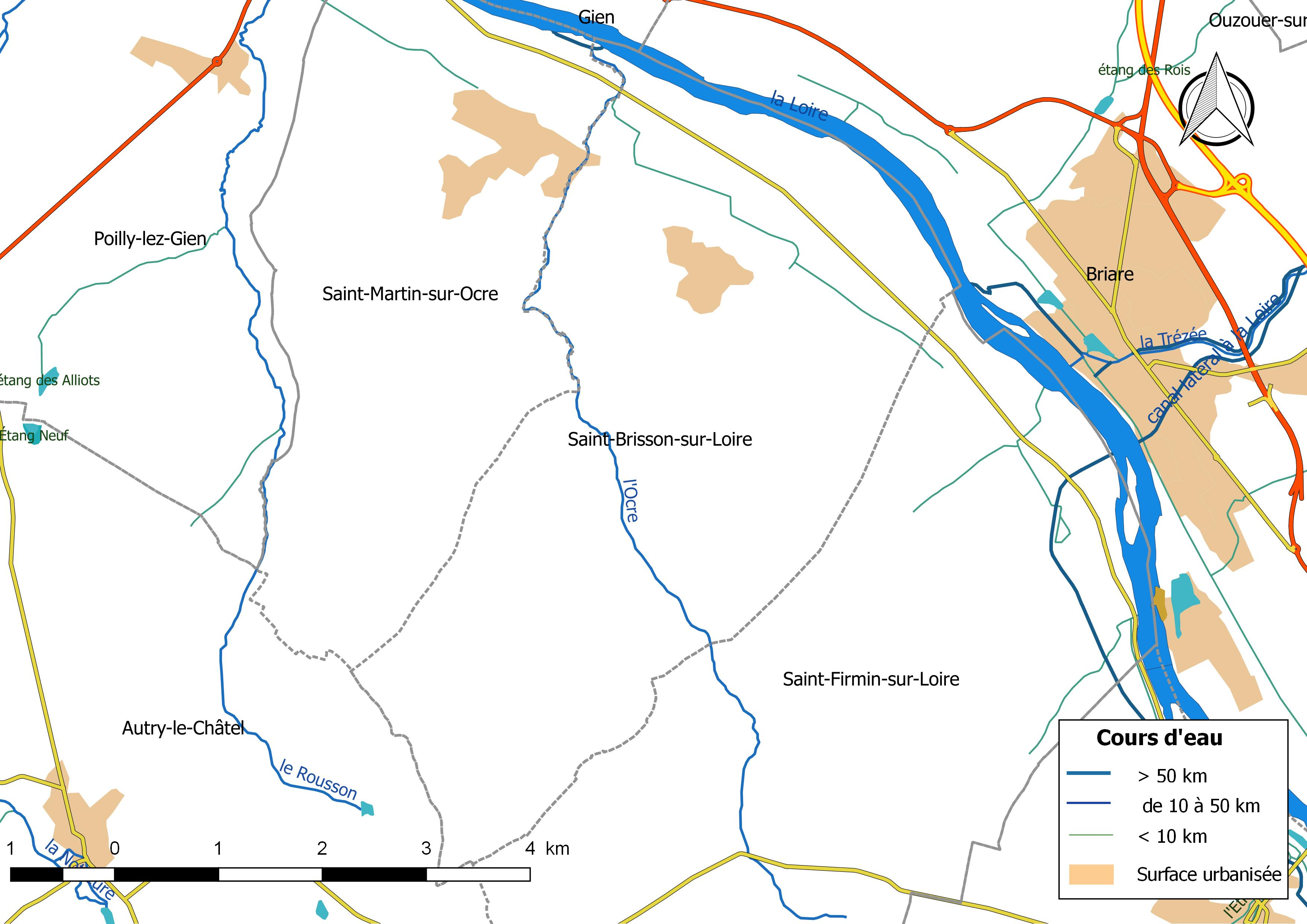
Réseau hydrographique de Saint-Brisson-sur-Loire.

La commune est traversée par la Loire (3,357 km). Le réseau hydrographique communal, d'une longueur totale de 13,62 km, comprend un autre cours d'eau notable, l'Ocre (5,747 km), et trois petits cours d'eau.
Le cours de la Loire s’insère dans une large vallée qu’elle a façonnée peu à peu depuis des milliers d’années. Elle traverse le sud du département du Loiret depuis Beaulieu-sur-Loire jusqu'à Beaugency, avec un cours large et lent. La Loire présente des fluctuations saisonnières de débit assez marquées. Son débit est régulé par des barrages amont (Naussac en amont sur l’Allier et Villerest). Ces barrages interviennent pour le soutien d’étiage (débit minimum de 60 m3/s en étiage à Gien) et Villerest permet également d’écrêter les crues. La Loire est un cours d’eau domanial classé en deuxième catégorie piscicole. L'espèce biologique dominante est constituée essentiellement de poissons blancs (cyprinidés) et de carnassiers (brochet, sandre et perche). La station hydrométrique la plus proche située en amont de la commune et servant de référence en cas de crue est celle de Cours-les-Barres [Givry]. Le débit mensuel moyen (calculé sur 51 ans pour cette station) varie de 99 m3/s au mois d'août  à 549 m3/s au mois de février. La Loire connaît toutefois en cas d'intempéries exceptionnelles des pics de débits très importants, le maximum ayant été atteint sur cette station le 6 décembre 2003 avec 3 400 m3/s, la hauteur maximum a également été atteinte ce jour-là avec 4,90 m,, le débit maximum de la Loire ayant été atteint lors des crues de 1856 ou 1866 avec une valeur de l'ordre de 7 000 m3/s. La hauteur maximale a été atteinte en juin 1856 avec5,88 m.

### Climat
Pour des articles plus généraux, voir Climat du Centre-Val de Loire et Climat du Loiret.
En 2010, le climat de la commune est de type climat océanique dégradé des plaines du Centre et du Nord, selon une étude du CNRS s'appuyant sur une série de données couvrant la période 1971-2000. En 2020, Météo-France publie une typologie des climats de la France métropolitaine dans laquelle la commune est exposée à un climat océanique altéré et est dans la région climatique Centre et contreforts nord du Massif Central, caractérisée par un air sec en été et un bon ensoleillement.
Pour la période 1971-2000, la température annuelle moyenne est de 10,9 °C, avec une amplitude thermique annuelle de 16 °C. Le cumul annuel moyen de précipitations est de 704 mm, avec 11,1 jours de précipitations en janvier et 6,9 jours en juillet. Pour la période 1991-2020, la température moyenne annuelle observée sur la station météorologique de Météo-France la plus proche, « Vailly », sur la commune de Vailly-sur-Sauldre à 21 km à vol d'oiseau, est de 11,3 °C et le cumul annuel moyen de précipitations est de 792,8 mm,. Pour l'avenir, les paramètres climatiques de la commune estimés pour 2050 selon différents scénarios d'émission de gaz à effet de serre sont consultables sur un site dédié publié par Météo-France en novembre 2022.

### Milieux naturels et biodiversité

#### Sites Natura 2000
Le réseau Natura 2000 est un réseau écologique européen de sites naturels d’intérêt écologique élaboré à partir des Directives «Habitats » et «Oiseaux ». Ce réseau est constitué de Zones Spéciales de Conservation (ZSC) et de Zones de Protection Spéciale (ZPS). Dans les zones de ce réseau, les États membres s'engagent à maintenir dans un état de conservation favorable les types d'habitats et d'espèces concernés, par le biais de mesures réglementaires, administratives ou contractuelles. L'objectif est de promouvoir une gestion adaptée des habitats tout en tenant compte des exigences économiques, sociales et culturelles, ainsi que des particularités régionales et locales de chaque État membre. les activités humaines ne sont pas interdites, dès lors que celles-ci ne remettent pas en cause significativement l’état de conservation favorable des habitats et des espèces concernés,. Les sites Natura 2000 présents sur le territoire communal de Saint-Brisson-sur-Loire sont au nombre de trois.
| Désignation                                                       | Numéro    | Type                       | Arrêté                               | Description |
| ----------------------------------------------------------------- | --------- | -------------------------- | ------------------------------------ | --- |
| « Vallée de la Loire de Tavers à Belleville-sur-Loire »           | FR2400528 | SIC (Directive "Habitats") | 13 avril 2007                        | Le site de la « Vallée de la Loire de Tavers à Belleville-sur-Loire », d'une superficie de 7 120 ha, concerne 51 communes. La délimitation de ce site Natura 2000 est très proche de celle correspondant à la Directive Oiseaux. L'intérêt majeur du site repose sur les milieux ligériens liés à la dynamique du fleuve, qui hébergent de nombreuses espèces citées en annexe II de la directive Habitats. Elle se situe dans la frange nord de la commune. |
| « Coteaux calcaires ligériens entre Ouzouer-sur-Loire et Briare » | FR2400530 | SIC (Directive "Habitats") | 16 nov 2012 (SIC) 29 août 2014 (ZSC) | La zone d'une superficie totale de 9,98 ha est un des très rares coteaux calcaires du cours moyen de la Loire, situé au niveau du verrou géologique séparant le Berry de l'Orléanais. Sont présentes des pelouses calcaires remarquables, parmi les plus riches du Loiret par le nombre d'espèces d'orchidées. Il s'agit également d'une des rares stations connues de Corydalis solida du Loiret. La zone est enfin un gîte d'hibernation de chauves-souris (ancienne marnière) |
| « Vallée de la Loire du Loiret »                                  | FR2410017 | ZPS (Directive "Oiseaux")  | 4 mai 2007                           | Le site de la « Vallée de la Loire du Loiret » s'étend sur 7 684 ha et concerne la vallée de la Loire dans le Loiret. Cette ZPS se poursuit en amont et en aval sur les départements voisins. L'intérêt majeur du site repose sur les milieux et les espèces ligériens liés à la dynamique du fleuve. Ces milieux hébergent de nombreuses espèces citées en annexe I de la directive Oiseaux. Le site est caractérisé par la présence de colonies nicheuses de sternes naine et pierregarin et de mouette mélanocéphale. Des sites de pêche du Balbuzard pêcheur sont également présents. Le site est également lieu de reproduction du bihoreau gris, de l'aigrette garzette, de la bondrée apivore, du milan noir, de l'œdicnème criard, du martin-pêcheur, du pic noir, de la pie-grièche écorcheur. Elle se situe dans la frange nord de la commune. |

Sélection de représentants de l'avifaune de la zone Natura 2000 « Vallée de la Loire du Loiret ».
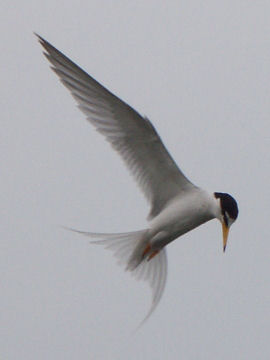
Sterne naine.
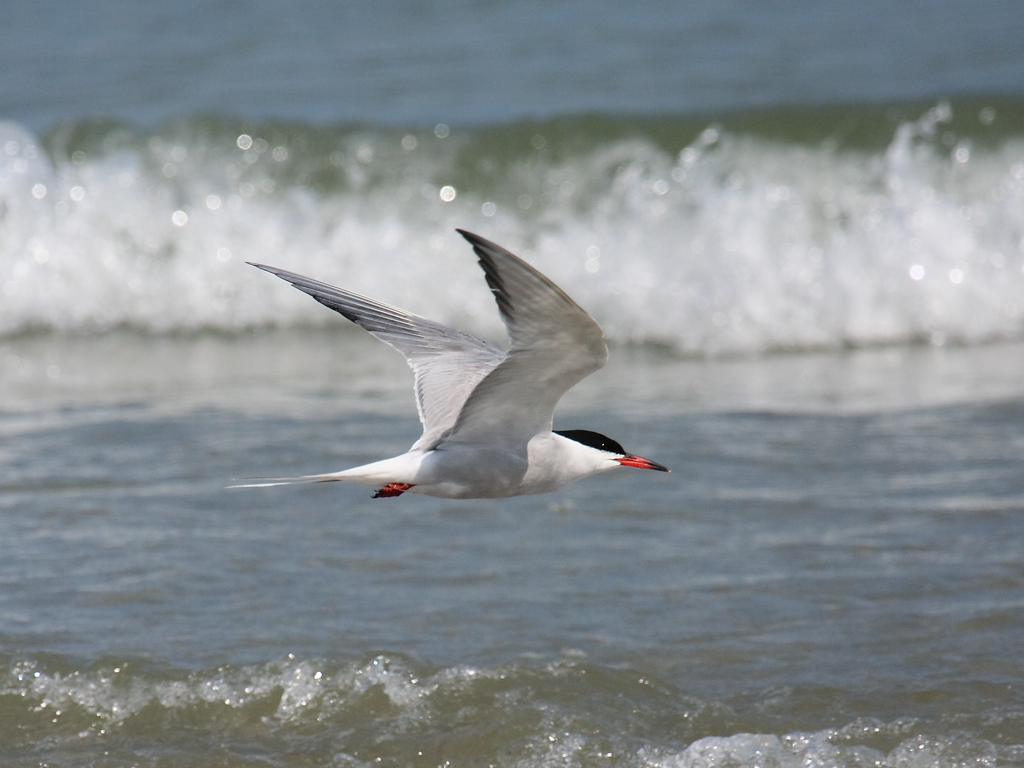
Sterne pierregarin.
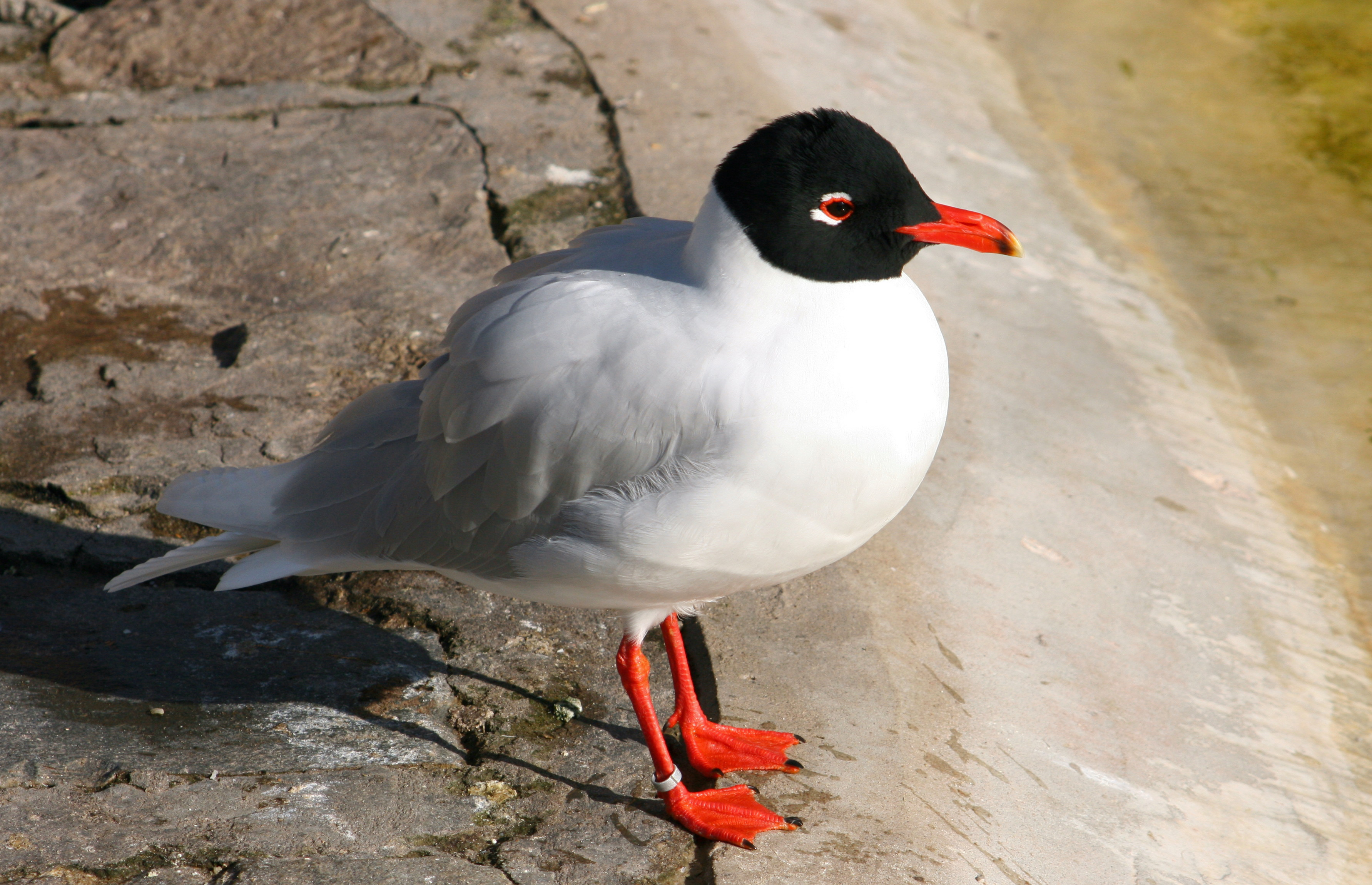
Mouette mélanocéphale
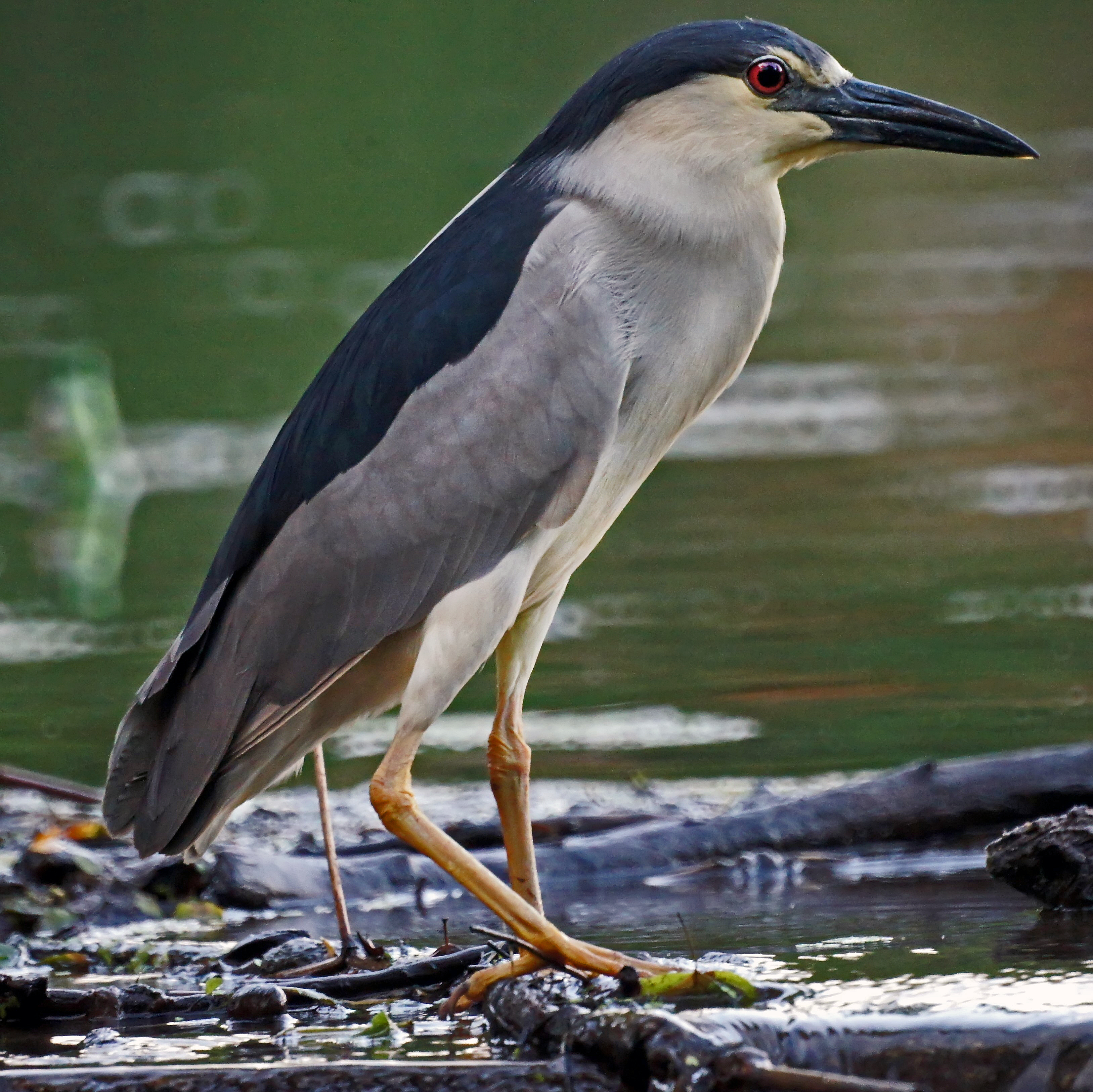
Bihoreau gris.
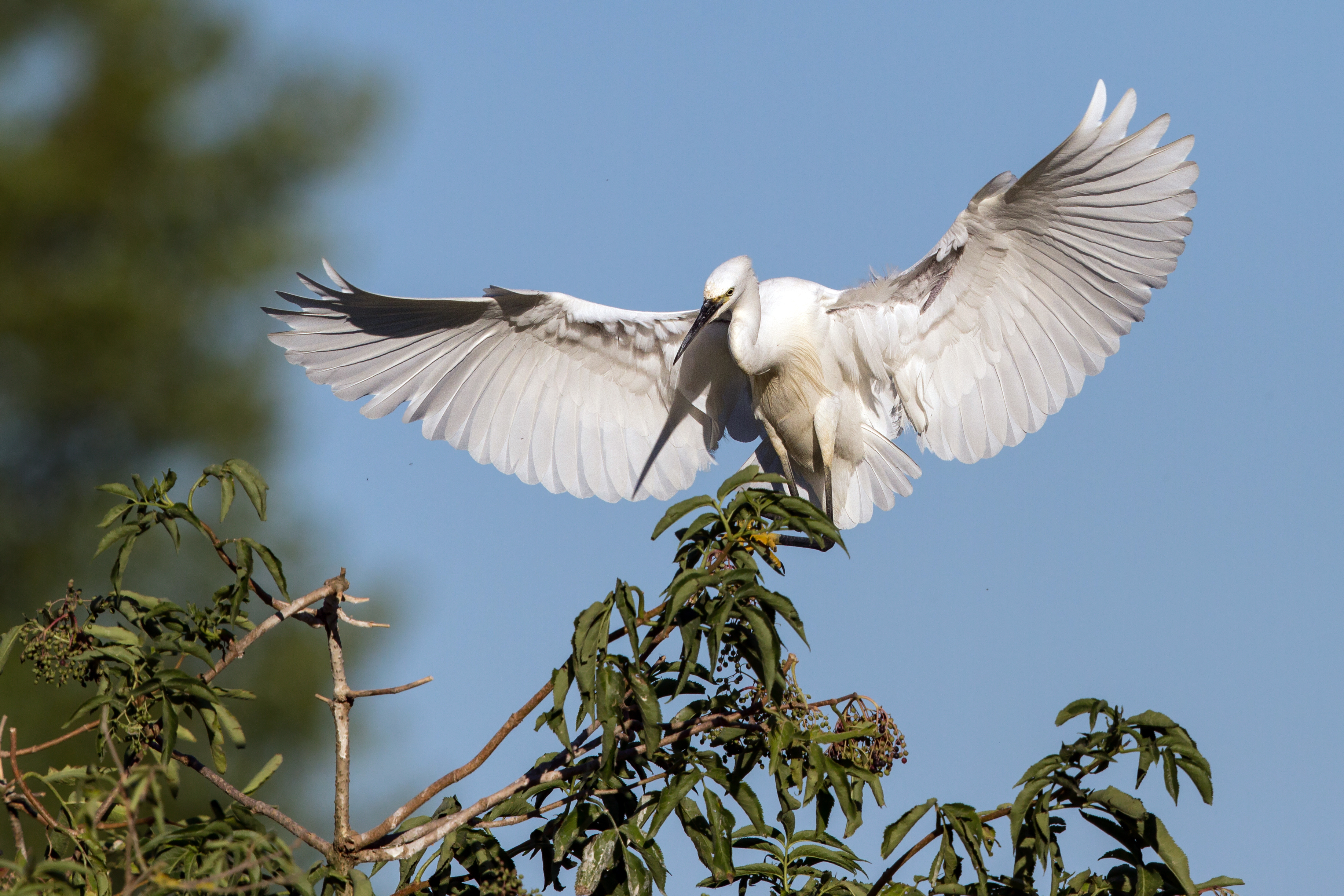
Aigrette garzette.
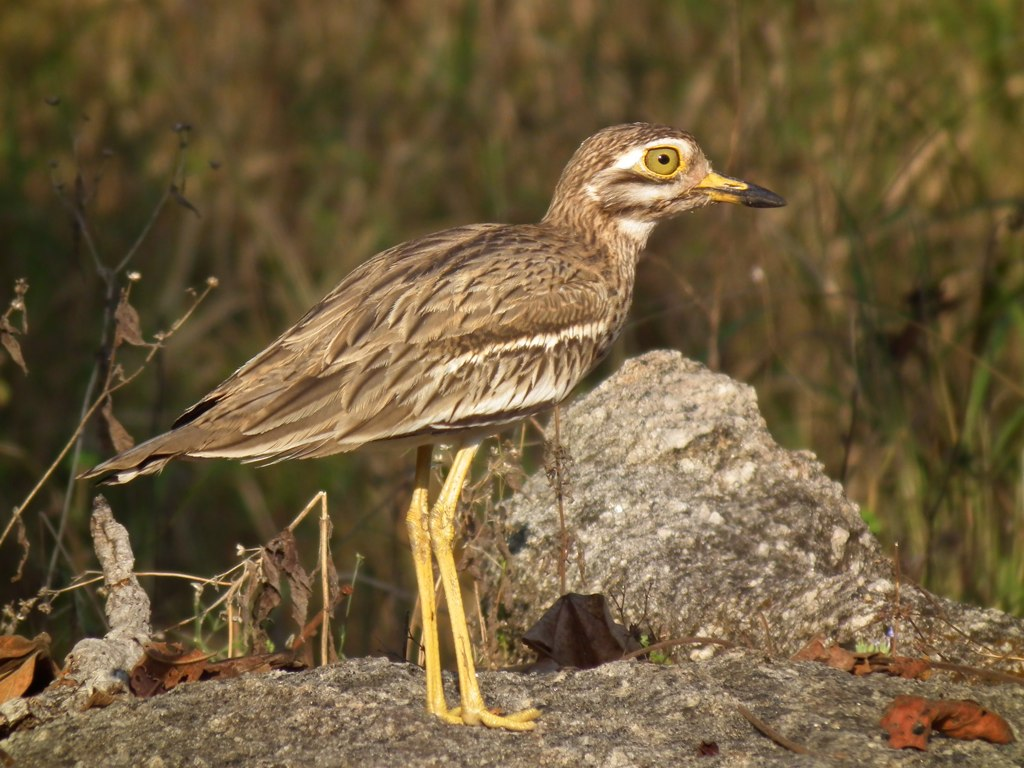
Œdicnème criard.
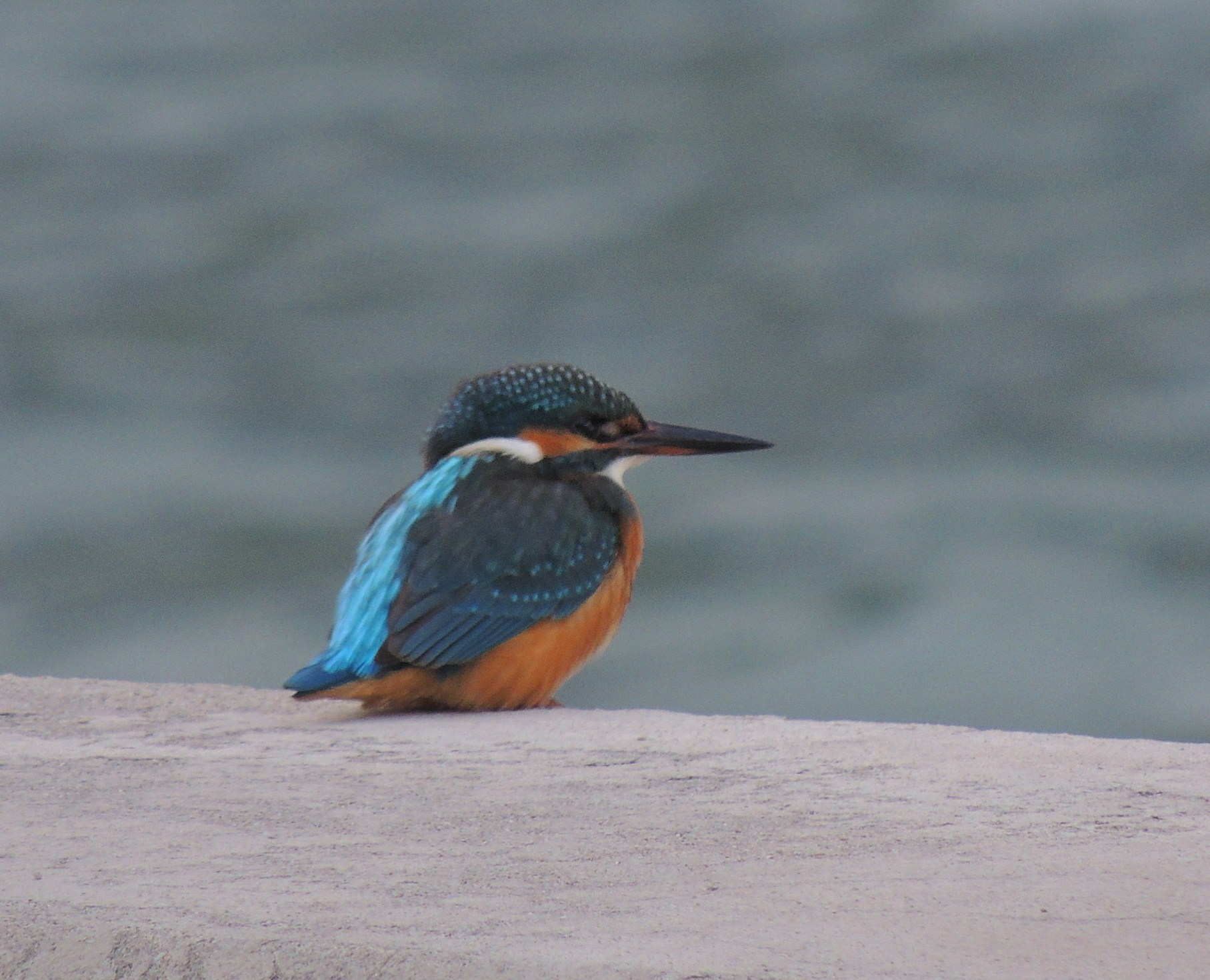
Martin-pêcheur d'Europe.

#### Zones nationales d'intérêt écologique, faunistique et floristique
L’inventaire des zones naturelles d'intérêt écologique, faunistique et floristique (ZNIEFF) a pour objectif de réaliser une couverture des zones les plus intéressantes sur le plan écologique, essentiellement dans la perspective d’améliorer la connaissance du patrimoine naturel national et de fournir aux différents décideurs un outil d’aide à la prise en compte de l’environnement dans l’aménagement du territoire. Le territoire communal de Saint-Brisson-sur-Loire comprend trois ZNIEFF.

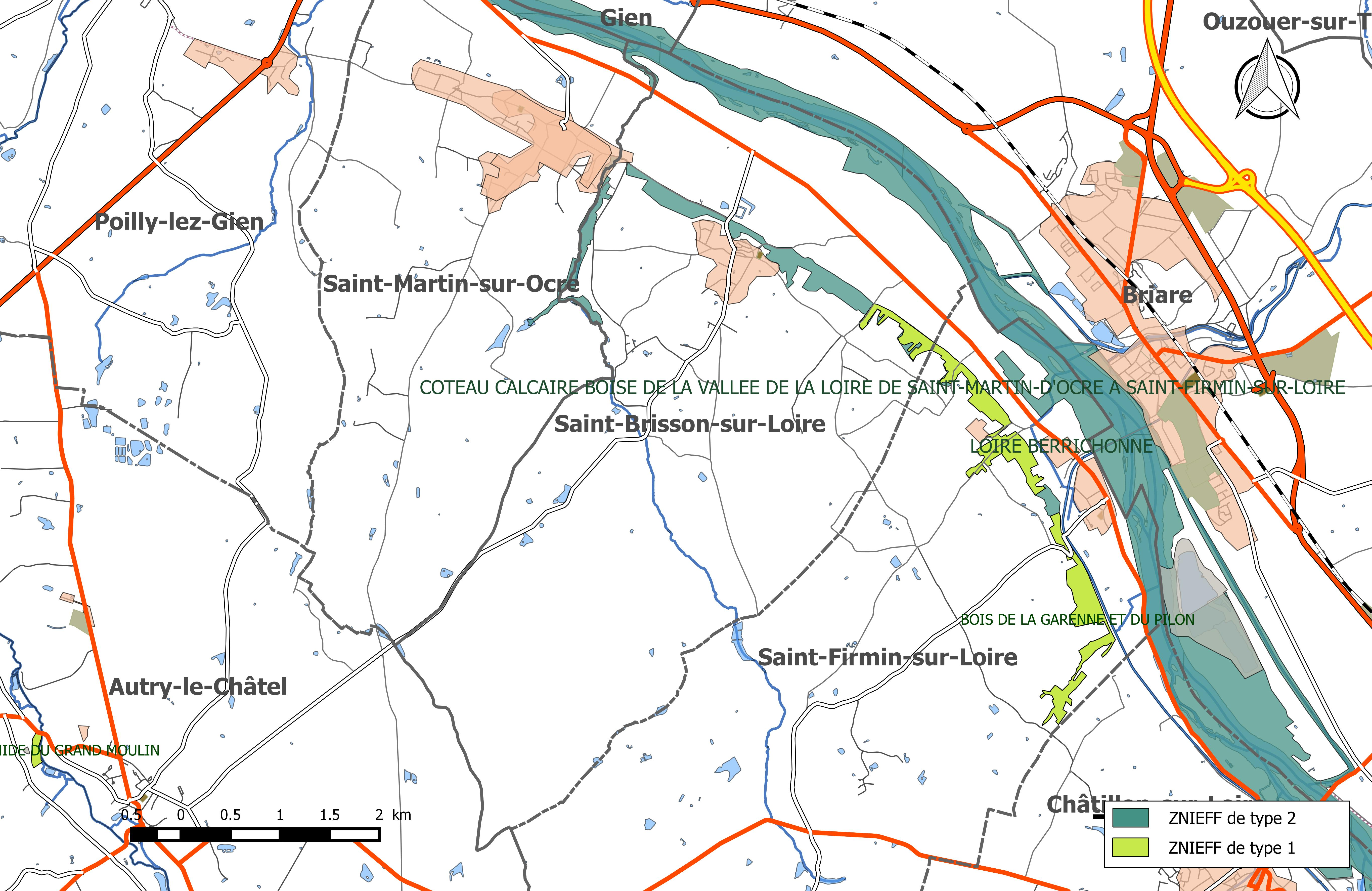
Carte des ZNIEFF de la commune et de ses abords.

| Désignation                                                                                        | Type   | Superficie     | Description |
| -------------------------------------------------------------------------------------------------- | ------ | -------------- | --- |
| « Bois et pelouses du grand Plessis »                                                              | type 1 | 42 hectares    | Cette zone s'étend sur deux communes : Saint-Brisson-sur-Loire et Saint-Firmin-sur-Loire. Son altitude varie entre 135 et 165 m. Elle est constituée de chênaies sessiliflores-charmaies fraîches (et peut-être très localement de chênaies pédonculées-charmaies) situées sur un versant de la vallée de la Loire exposé au nord-est et dans un vallon perpendiculaire à ce versant, abritant de belles populations de scille à deux feuilles (Scilla bifolia), Thalictrella thalictroides et le corydale à bulbe plein (Corydalis solida).                                 |
| « Coteau calcaire boisé de la vallée de la Loire de Saint-Martin-d'Ocre à Saint-Firmin-sur-Loire » | type 2 | 141 hectares   | La zone s'étend sur les communes de Saint-Brisson-sur-Loire, Saint-Firmin-sur-Loire et Saint-Martin-sur-Ocre. Son altitude varie entre 135 et 175 m. Il s'agit d'un affleurement des calcaires jurassiques, recouvert d'alluvions anciennes. Le versant, parfois abrupt, est localement échancré par des vallons très marqués. Cet espace est aujourd'hui occupé en grande partie par de la chênaie-charmaie neutrophile, abritant localement de belles populations d'espèces végétales vernales protégées : Corydalis solida, Thalictrella thalictroides et Scilla bifolia. |
| « Loire berrichonne »                                                                              | type 2 | 7 058 hectares | Cette zone s'étend sur 31 communes dont 19 dans le Cher et 12 dans le Loiret. La Loire berrichonne (on pourrait dire nivernaise ou bourguignonne) se caractérise par un lit mineur tressé avec de nombreuses îles et grèves. La forêt alluviale occupe une surface bien plus importante que dans les autres sections de la Loire moyenne. Le cours grossièrement orienté nord-sud assure à la fois une fonction de corridor écologique et d'étape migratoire. C'est aussi un secteur important de reproduction de l'avifaune.                                                |

## Histoire
(avril 2009).
Si vous disposez d'ouvrages ou d'articles de référence ou si vous connaissez des sites web de qualité traitant du thème abordé ici, merci de compléter l'article en donnant les références utiles à sa vérifiabilité et en les liant à la section « Notes et références ».

### Préhistoire
Le site de Mancy, attribué au Madgalénien supérieur par J. Allain (1961),, a vu son industrie réévaluée (Chehmana et al. 2008) ; son mobilier pourrait inclure de l'outillage gravettien.
Le site le Rousson est lui aussi attribué au Madgalénien supérieur,.

### Antiquité
Le paysage de la région giennoise à l'époque antique nous étant malheureusement très mal connu à l'heure actuelle faute d'études scientifiques sérieuses et récentes, nous ignorons tout aujourd'hui de l'état du site aux périodes celte et romaine ; il est très possible d'ailleurs, vu l'absence de vestiges à ce jour répertoriés pour ces périodes, que le site n'ait pas été peuplé avant l'époque mérovingienne voire carolingienne.

### Moyen Âge
C'est probablement à la fin du IXe siècle ou au cours du Xe siècle qu'un premier édifice fortifié, alors constitué de palissades et d'une tour de bois, est élevé sur l'emplacement de l'actuel château. C'est véritablement avec cette implantation que débute l'histoire du bourg. En effet, cette nouvelle structure a attiré auprès d'elle de nombreuses familles qui avaient précédemment travaillé à sa construction ; en échange de ce travail, ces paysans pauvres ont reçu des terres et se sont fixés au pied des palissades du château pour former un premier noyau de populations identifiable aujourd'hui au secteur de la rue du Pont-Georget.
C'est probablement dans les toutes premières années du XIe siècle qu'un seigneur de Saint-Brisson fonde un prieuré qu'il dote d'un vaste enclos situé au nord du bourg actuel, à quelques mètres à peine des murs de la basse-cour seigneuriale.
Placé sous le vocable de Sainte-Marie ou Notre-Dame, ce prieuré bénédictin, dans un premier temps indépendant est malgré tout sensible à l'esprit de réforme du grand monastère voisin de Saint-Benoît-de-Fleury, lequel rayonne alors dans tout l'Occident chrétien comme le plus grand centre de culture grâce à son école et à son scriptorium.
La présence des bénédictins à cet endroit, plus encore que celle d'un château attire de nouvelles populations sur le site et le petit bourg connaît alors une croissance régulière et se dote d'une enceinte de bois.
Entre 1050 et 1060, le prieuré est donné à l'abbaye de Fleury par Robert, premier seigneur de Saint-Brisson dont le nom soit parvenu jusqu'à nous. Robert est de tout évidence un personnage important ; les textes n'en disent que peu à son sujet mais tout porte à croire que sa famille et lui-même étaient proches des moines de Fleury, eux-mêmes voisins de Saint-Brisson car possédant un prieuré à Châtillon-sur-Loire. C'est en se portant au secours de ce dernier, assiégé par un seigneur félon que Robert aurait été sauvé d'une mort certaine par un miracle de saint Benoît et saint Posen qui le poussa à faire don à l'abbaye de Fleury, conservant les reliques des saints personnages, de son prieuré.
Avec l'arrivée des moines de Fleury, une première église paroissiale est construite, probablement en bois, et placée sous le vocable de Saint-Brice, en souvenir de Abbon de Fleury, illustre abbé du grand monastère de 988 à 1004 et mort en martyr au monastère de la Réole le jour de la Saint-Brice, 13 novembre 1004. C'est à cette époque que ce bourg prend le nom de Saint-Brisson. Le boum démographique du XIIe siècle oblige les moines à reconstruire l'édifice en dur et sur une échelle plus vaste dans une fourchette chronologique comprise entre les années 1120 et 1180 ; c'est l'édifice actuel.[réf. nécessaire] Une pêcherie du Moyen-Âge se trouve en amont immédiat de l’embouchure de l’Ocre.
En 1135, Saint-Brisson apparaît une nouvelle fois dans les textes sous la plume de Suger, grand esprit du XIIe siècle, abbé de Saint-Denis, premier conseiller des rois Louis VI et Louis VII et chantre du style gothique qu'il est le premier à introduire en France avec l'abbatiale de Saint-Denis. Il nous apprend que, pour punir la rapacité du seigneur de Saint-Brisson qui profitait de la situation avantageuse de son château, situé en bord de Loire, pour dévaliser les marchands, Louis VI le Gros, alors roi de France, fit marcher une armée d'élite sur la ville, détruisit les palissades par les flammes et prit la tour, forçant le seigneur à se rendre à discrétion. Nul ne sait vraiment ce qu'il advint du personnage en question dont on ignore même le nom, mais il fut probablement exécuté.[réf. nécessaire]
Il faut attendre 1180 pour que Saint-Brisson réapparaisse dans des textes ; c'est alors qu'Étienne de Sancerre, fils puiné de Thibaud le Grand de Blois-Champagne, s'empare de ce territoire, vaste seigneurie limitrophe du comté autoproclamé qu'il a reçu de la succession paternelle, pour narguer son neveu, le jeune roi Philippe Auguste, avec lequel il est en conflit ouvert. Après l'extinction de celui-ci, la terre de Saint-Brisson demeurera en sa possession et Étienne en fera l'unique héritage de son fils puîné, lui-même prénommé Étienne. C'est ce personnage, grand bouteiller de France en 1248, qui fit construire le château actuel entre 1210 et 1241. Ce chantier fut à l'origine d'un nouvel afflux de populations sur le coteau, attirées notamment par la charte de Lorris qu’Étienne donne au bourg en 1210 dans ce but.
La famille de Sancerre demeurera en ces lieux jusqu'en 1290 ; les Courtenay, autre grande famille locale, affiliée à la maison royale, lui succèdent. Jean IV de Courtenay voit la seigneurie érigée en baronnie à son profit en 1425 mais d'un naturel dépensier, il dilapide son immense patrimoine qui faisait de lui l'un des seigneurs les mieux dotés du royaume et doit revendre la baronnie à Guillaume et Jean Jouvenel en 1471. Jean Juvenal des Ursins (nom latinisé que se donnait Jean, accolé à celui de l'hôtel des Ursins qu'il possédait à Paris), l'aîné des deux frères est archevêque de Reims, il a sacré Louis XI et réhabilité Jeanne d'Arc lors de son second procès ; il fait partie des grands esprits de son temps ; Guillaume quant à lui est chancelier de France du roi Charles VII. Tous deux meurent respectivement en 1473 et 1472 ; la baronnie échoit à Jacquette des Ursins, fille unique de Guillaume qui la transmet à son époux, Jacques de Beaujeu. Le fils de Jacques et Jacquette, Philibert de Beaujeu en hérite en 1508. Philibert épouse Catherine d'Amboise, Cette dernière, au décès de son mari en 1541 ou 1542  fait passer dans les biens de la famille de son troisième époux, François de Clèves.
Les Clèves, comtes de Nevers, et leur successeur Ludovic de Gonzague conserveront Saint-Brisson jusqu'en 1567. Le 8 avril de cette année, pour se libérer d'importantes dettes comprises dans la succession des Clèves-Nevers, Ludovic de Gonzague et son épouse Henriette de Clèves vendent la baronnie à Pierre Séguier, président à mortier au Parlement de Paris, un roturier anobli par la détention de charges vénales.
Les Séguier vont entièrement rénover le vieux château d'Étienne de Sancerre-Saint-Brisson qui n'avait apparemment guère connu de transformations majeures depuis son érection au XIIIe siècle.

### Guerres de Religion
L'arrivée de cette nouvelle famille seigneuriale à Saint-Brisson se fait dans un contexte de troubles extrêmement violents qui agitent le Giennois, au cœur de la deuxième guerre de Religion, la plus terrible dans ce secteur. En 1562 déjà, lors de la première guerre de rRligion, Saint-Brisson avait été le théâtre d'affrontements ; l'église avait été mise à sac, son mobilier pillé, ses statues renversées.
Lors de ce deuxième conflit armé, de nombreuses églises sont mises à bas ; la prieurale et paroissiale Saint-Brice n'échappe pas à la règle, sa voûte charpentée et son clocher sont incendiés par les huguenots qui la laissent à l'état de ruine. Elle sera relevée à partir de 1580 par le nouveau seigneur de Saint-Brisson Pierre II Séguier. Devenu le nouveau fondateur de l'édifice par cette action de grâce, ce dernier est désormais placé sous le double vocable de Saint-Pierre-et-Saint-Brice qu'il conserve de nos jours.

### Époque moderne et contemporaine
Les Séguier verront la baronnie érigée en marquisat par décision de Louis XIV en 1654. Cette famille demeurera à Saint-Brisson jusqu'en 1987. Le 26 avril 1987, madame Anne de Ranst de Berchem, marquise de Saint Brisson légua le château à la commune de Saint-Brisson-sur-Loire. Après acceptation du legs par sous le mandat du maire Roger Massé, l'association des amis du château de Saint-Brisson-sur-Loire fut créée pour la mise en valeur et la sauvegarde de ce monument de l'histoire de la région giennoise . Le château a été vendu par la commune à Lancelot Guyot en 2015. Depuis lors, le château est ouvert au public en été, certains week-end et pendant les vacances scolaires.

## Urbanisme

### Typologie
Au 1er janvier 2024, Saint-Brisson-sur-Loire est catégorisée commune rurale à habitat dispersé, selon la nouvelle grille communale de densité à sept niveaux définie par l'Insee en 2022.
Elle est située hors unité urbaine. Par ailleurs la commune fait partie de l'aire d'attraction de Gien, dont elle est une commune de la couronne,. Cette aire, qui regroupe 29 communes, est catégorisée dans les aires de moins de 50 000 habitants,.

### Occupation des sols
L'occupation des sols de la commune, telle qu'elle ressort de la base de données européenne d’occupation biophysique des sols Corine Land Cover (CLC), est marquée par l'importance des territoires agricoles (56,9 % en 2018), une proportion sensiblement équivalente à celle de 1990 (57,5 %). La répartition détaillée en 2018 est la suivante : 
terres arables (45,3 %), forêts (36,4 %), prairies (7,6 %), zones agricoles hétérogènes (4 %), eaux continentales (2,5 %), zones urbanisées (2,4 %), milieux à végétation arbustive et/ou herbacée (1,8 %).
L'évolution de l’occupation des sols de la commune et de ses infrastructures peut être observée sur les différentes représentations cartographiques du territoire : la carte de Cassini (XVIIIe siècle), la carte d'état-major (1820-1866) et les cartes ou photos aériennes de l'IGN pour la période actuelle (1950 à aujourd'hui).

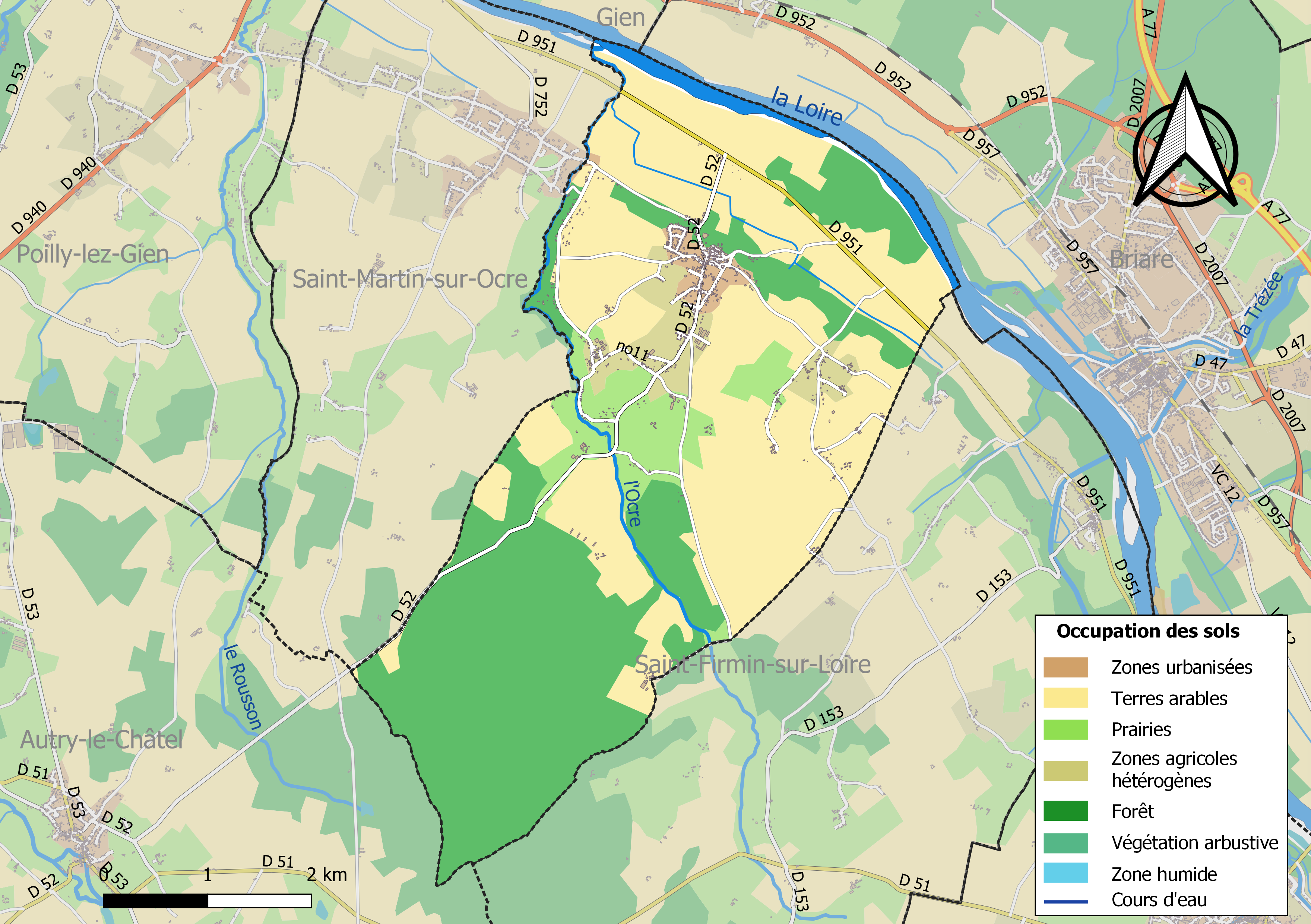
Carte des infrastructures et de l'occupation des sols de la commune en 2018 (CLC).
Carte orthophotographique de la commune en 2016.

### Planification

#### Plan local d'urbanisme
Le plan d'occupation des sols est approuvé en septembre 1983 puis modifié plusieurs fois et révisé partiellement jusqu'en 2011.
Le plan local d'urbanisme intercommunal (PLUI) est la traduction d’une vision politique commune d'un territoire intercommunal en matière d’aménagement pour les 10 à 15 ans à venir. Il vise notamment à définir les zones constructibles, les zones de protection des milieux agricoles et naturels et à encadrer les modalités de construction. Le 11 décembre 2015, un PLU intercommunal est prescrit à l'échelle du territoire de la communauté des communes giennoises.

#### SCoT du pays giennois
La loi SRU du 13 décembre 2000 a incité fortement les communes à se regrouper au sein d’un établissement public, pour déterminer les partis d’aménagement de l’espace au sein d’un SCoT, et ce sous peine de ne plus pouvoir ouvrir à l’urbanisation de nouveaux espaces. En effet, dans certaines conditions, en l’absence de SCoT approuvé, les zones naturelles (N) et les zones d’urbanisation future (AU) ne peuvent plus, sauf dérogation, être ouvertes à l’urbanisation. Tel est le principe posé par l’article L.122-2 du Code de l’urbanisme. En application des dispositions de l'article L.122-18 du Code de l'urbanisme, le Schéma Directeur de la Région de Gien approuvé le 16 juillet 1996 avait été maintenu avec valeur de Schéma de Cohérence Territoriale. Le Schéma regroupait les communes de Coullons, Gien, Nevoy, Poilly-lez-Gien, Saint-Brisson-sur-Loire, Saint-Gondon, Saint-Martin-sur-Ocre. En l'absence de délibération de la communauté des communes giennoises, dont fait partie Saint-Brisson-sur-Loire, sur son évolution à l'échéance du délai de 10 ans à compter du 13 décembre 2000, ce SCot est devenu caduc à compter du 13 décembre 2010.
En se dotant de la compétence « élaboration, gestion et suivi d’un Schéma de Cohérence Territoriale à l’échelle du Pays du Giennois » par arrêté préfectoral du 11 mars 2010, le Syndicat mixte du Pays du Giennois s'engage en faveur d’un projet global d’aménagement et de développement durable du territoire du pays du Giennois. Le schéma de cohérence territoriale du pays giennois, qui regroupe 31 communes dont Gien, a ainsi été prescrit le 4 novembre 2010. Le projet de schéma a été arrêté le 30 juin 2015 puis soumis à l'enquête en octobre 2015 et approuvé le 29 mars 2016 et est opposable depuis le 8 avril 2016,.

### Voies de communication et transports

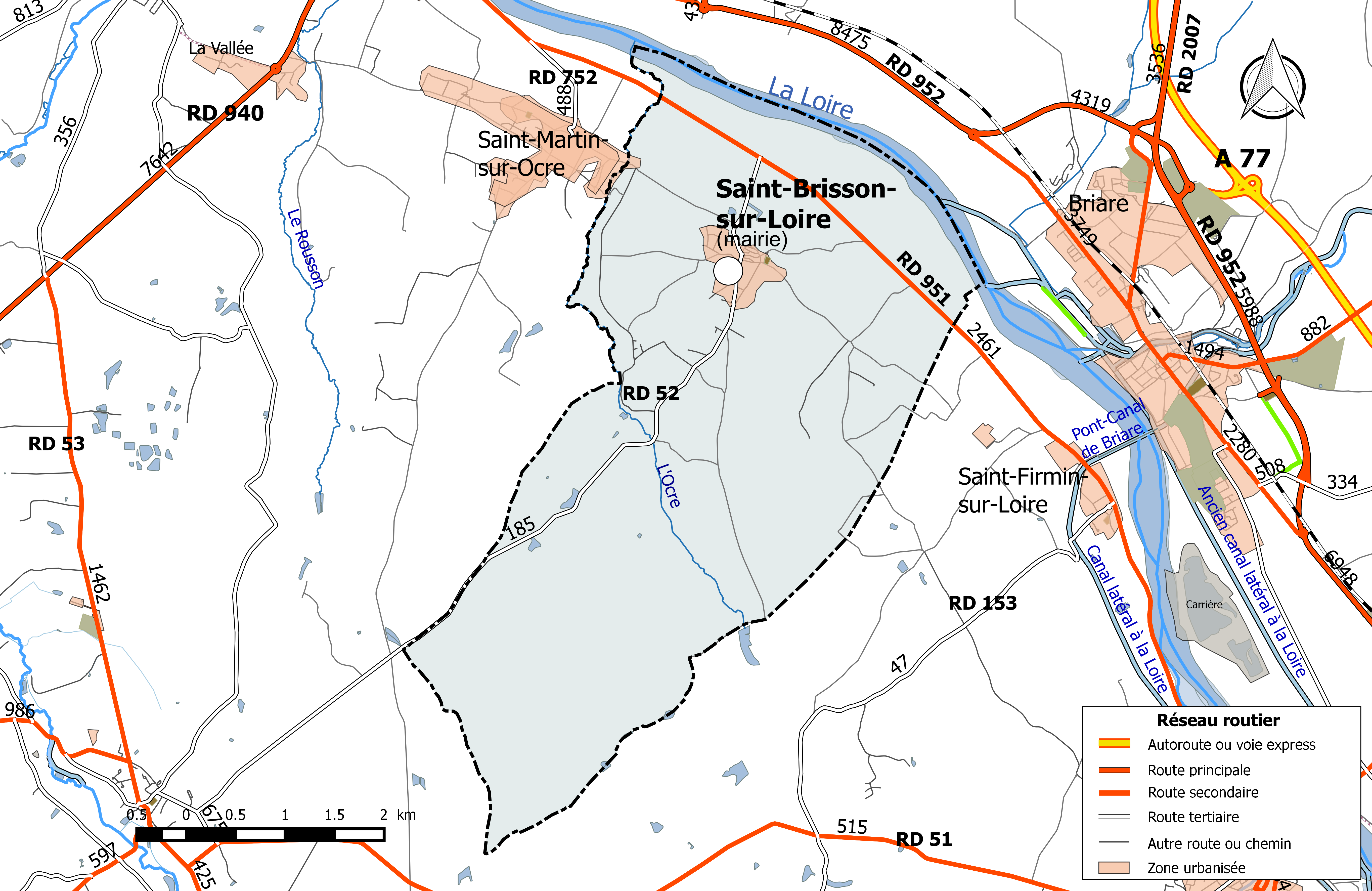
Réseau routier principal de la commune de Saint-Brisson-sur-Loire (avec indication du trafic routier 2014).

#### Infrastructures routières
La commune est traversée par deux routes départementales : la RD 951 et la RD 52.
La RD 951 est l'ancienne route nationale 751, qui avait été créée en 1933 et était définie comme la route de Cosne-sur-Loire à la pointe de Saint-Gildas par la rive gauche de la Loire. La section traversant le Loiret, reliant Beaulieu-sur-Loire à Lailly-en-Val, a été transférée au département du Loiret par arrêté du 22 décembre 1972. En 2014, elle supporte sur le territoire communal un trafic de 2 461 véhicules/jour.
La RD 52 (185 véhicules/jour), qui relie Saint-Brisson-sur-Loire à Coullons est une route à faible trafic. Complétant ces voies, la commune est sillonnée de plusieurs voies communales et chemins ruraux desservant ses fermes et hameaux et les bourgs environnants.

#### Transports en commun routiers
Saint-Brisson-sur-Loire est desservie par une ligne régulière du réseau d'autocars interurbains Ulys : la ligne 7B qui relie Pierrefitte-ès-Bois à Sully-sur-Loire.
Depuis le 1er janvier 2017, la compétence des services de transports routiers interurbains, réguliers et à la demande est transférée des départements aux régions, et donc localement du département du Loiret à la région Centre-Val de Loire, consécutivement à la loi NOTRe du 7 août 2015. Dans ce cadre, le Réseau de mobilité interurbaine « Rémi » remplace chacun des réseaux de transports interurbains départementaux et en particulier le réseau Ulys dans le Loiret et  entre en service à compter de la rentrée scolaire du 4 septembre 2017.

### Risques naturels et technologiques majeurs
La commune de Saint-Brisson-sur-Loire est vulnérable à différents aléas naturels : inondations (par débordement de la Loire ou de ruisseaux), climatiques (hiver exceptionnel ou canicule), mouvements de terrains ou sismique. Elle est également exposée à un risque technologique : le risque de transport de matières dangereuses (avec en particulier la présence d'un gazoduc).
L'arrêté préfectoral du 1er février 2006 relatif à l’information des acquéreurs et des locataires de biens immobiliers sur les risques naturels et technologiques majeurs sur le territoire de la commune de Saint-Brisson-sur-Loire fait état de six arrêtés ministériels portant ou ayant porté reconnaissance de l'état de catastrophes naturelles dont 4 pour des inondations par débordement de cours d'eau ou par ruissellement et coulée de boue, pour des événements s'étant produits respectivement en 1999 et 2003 et deux pour des mouvements de terrains (1989 et 1999). Cette liste doit être complétée par l'arrêté du 8 juin 2016 relatif aux inondations qui se sont produites entre le 28 mai et le 5 juin 2016.

#### Risque d'inondation

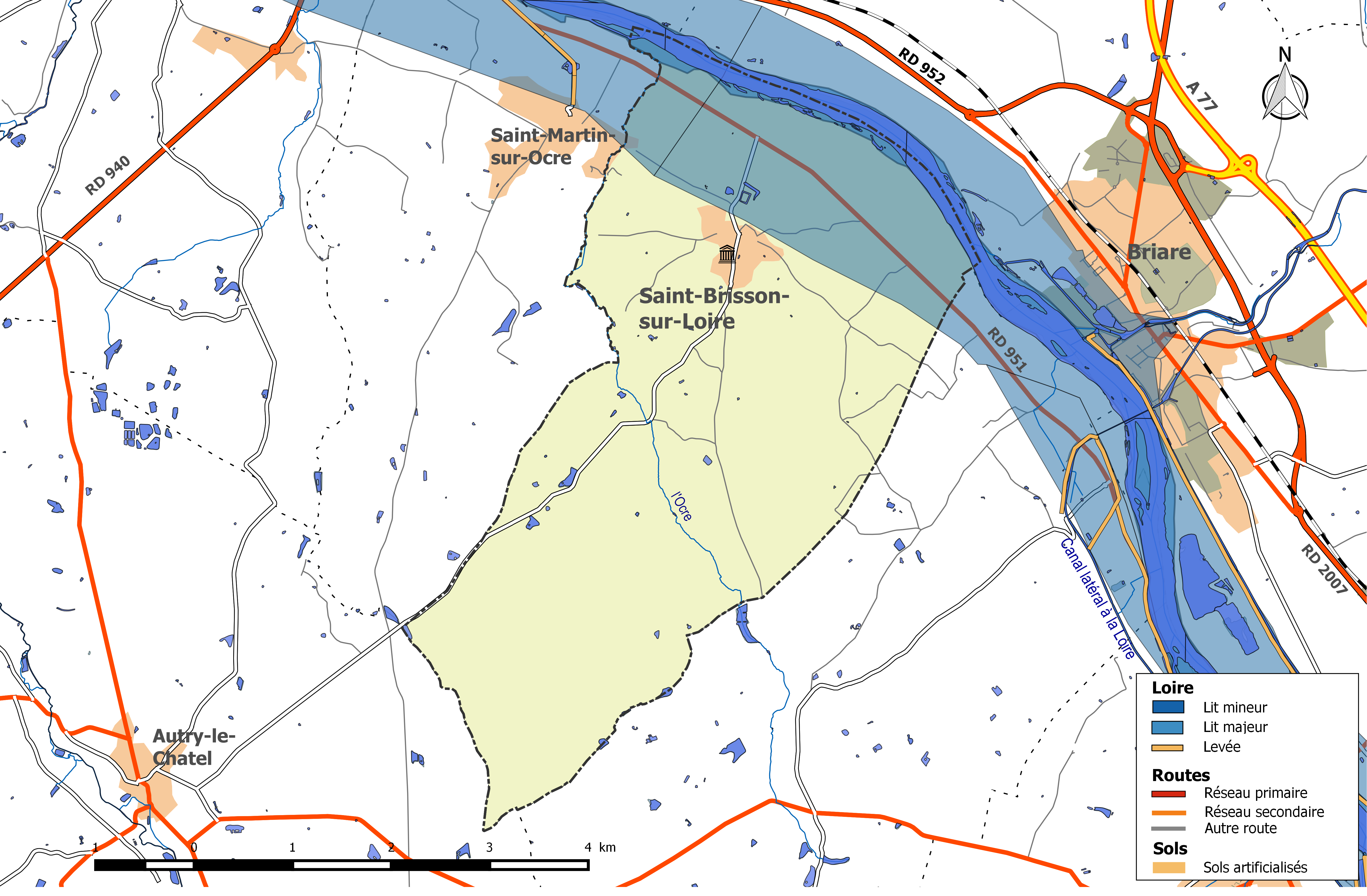
Zone inondable de la commune de Saint-Brisson-sur-Loire.

La Loire est à l'origine des dégâts les plus importants sur la commune en cas de crue majeure. Les crues historiques sont celles de 1846, 1856, 1866 et 1907. Aucune crue n'a atteint depuis 1907 les hauteurs atteintes lors de ces événements catastrophiques. Le lit majeur est inondé sur le territoire de la commune avant une crue de période de retour 20 ans, tout d'abord par remous, puis par débordement direct de la Loire en lit majeur. L'inondation du val est généralisée dès une crue cinquantennale, sans pour autant atteindre le bourg de Saint-Brisson, situé sur le coteau. L'étude des vals du Giennois réalisée en 2014 dans le cadre du plan Loire a permis de déterminer les zones les plus vulnérables de la commune.
Les voies de circulations RD 951 (Gien-Chatillon) et RD 52 (La Patte d'oie-St Brisson) peuvent être coupées et interdites aux véhicules (la RD 951 est inondée au lieu-dit Bédoise à partir d'une cote de 3,90 m environ à l'échelle de Gien). Les accès rive nord seront très perturbés voire impossibles à pratiquer du fait de la fermeture des accès des ponts en fonction du niveau des eaux (le pont de Gien est fermé à partir de 4,40 m).
Le risque d'inondation est pris en compte dans l'aménagement du territoire de la commune par le biais ud Plans de prévention du risque d'inondation (PPRI) du val de Gien.
Deux documents permettent de définir les modalités de gestion de crise et d'organisation des secours : au niveau départemental, le Dispositif ORSEC départemental spécialisé déclenché en cas d'inondation de la Loire, le plan ORSIL, et au niveau communal le plan communal de sauvegarde.

#### Risque de mouvements de terrain
Le territoire de la commune peut être concerné par un risque d'effondrement de cavités souterraines non connues. Une cartographie départementale de l'inventaire des cavités souterraines et des désordres de surface a été réalisée. Il a été recensé sur la commune plusieurs effondrements de cavités.
Par ailleurs la commune a été reconnue sinistrée au titre des catastrophes naturelles durant ces dernières années à la suite des mouvements de terrain liés à la sécheresse (aléa moyen). Le phénomène de retrait-gonflement des argiles est la conséquence d'un changement d'humidité des sols argileux. Les argiles sont capables de fixer l'eau disponible mais aussi de la perdre en se rétractant en cas de sécheresse. Ce phénomène peut provoquer des dégâts très importants sur les constructions (fissures, déformations des ouvertures) pouvant rendre inhabitables certains locaux. Celui-ci a particulièrement affecté le Loiret après la canicule de l'été 2003. Une partie du territoire de la commune est soumis à un aléa « moyen » face à ce risque, selon l'échelle définie par le Bureau de recherches géologiques et minières (BRGM), particulièrement le long de la rivière de l'Ocre, le reste est en aléa « faible ».

#### Risque sismique
La totalité du département est classée en zone de sismicité « très faible ». À ce titre aucune réglementation spécifique ne s'applique aux constructions dites « à risque normal ».

#### Risque de transport de matières dangereuses
Ce risque peut survenir en cas d'accident impliquant une unité mobile (ex. camion) ou une canalisation transportant des matières dangereuses (toxique, inflammable...). Une matière dangereuse est une substance susceptible de présenter un danger et des conséquences graves pour l'homme et son environnement. Saint-Brisson-sur-Loire est concernée par la circulation sur le réseau routier de camions chargés de matières dangereuses (livraison de gaz, livraison de matières dangereuses...) et par le passage sur son territoire d'un gazoduc haute pression enterré passant dans le val à proximité du cours d'eau l'Ocre pour ensuite traverser la Loire.

## Politique et administration

### Découpage territorial

#### Bloc communal: Commune et intercommunalités
La paroisse de Saint Brisson acquiert le statut de municipalité avec le  décret du 12 novembre 1789 de l'Assemblée Nationale puis celui de « commune », au sens de l'administration territoriale actuelle, par le décret de la Convention nationale du 10 brumaire an II (31 octobre 1793). Il faut toutefois attendre la loi du 5 avril 1884 sur l'organisation municipale pour qu'un régime juridique uniforme soit défini pour toutes les communes de France, point de départ de l’affirmation progressive des communes face au pouvoir central.
La commune est orthographiée Saint-Brisson dans l'arrêté de 1801. En 1918, la Chambre de Commerce de Paris émet le souhait « qu'un nom de complément soit donné aux localités qui portent une dénomination identique » afin d'éviter toute confusion dans les transmissions postales et le transport des marchandises. Le gouvernement accueille favorablement cette demande et le 7 juin 1918 le préfet du Loiret invite 82 communes du Loiret ayant des homonymes dans d'autres départements à compléter leur nom. Vingt-trois conseils municipaux refusent. La commune de Saint-Brison, quant à elle, prend le nom de Saint-Brisson-sur-Loire à la suite du décret du 5 août 1919.
La commune est membre de la communauté des communes giennoises depuis sa création le 21 décembre 2001, une intercommunalité qui remplace le district de Gien, créé par arrêté préfectoral du 3 juillet 1972.

#### Circonscriptions de rattachement
Sous l'Ancien Régime, à la veille des États généraux de 1789, la paroisse de Saint-Brisson était rattachée sur le plan ecclésiastique à l'archidiocèse de Bourges, sur le plan judiciaire au bailliage d'Orléans , sur le plan militaire au gouvernement d'Orléans et sur le plan administratif à la généralité d'Orléans, élection d'Orléans,.
La loi du 22 décembre 1789 divise le pays en 83 départements découpés chacun en six à neuf districts eux-mêmes découpés en cantons regroupant des communes. Les districts, tout comme les départements, sont le siège d’une administration d’État et constituent à ce titre des circonscriptions administratives. La commune de Saint-Brisson est alors incluse dans le canton de Poilly, le district de Gien et le département du Loiret.
La recherche d’un équilibre entre la volonté d’organiser une administration dont les cadres permettent l’exécution et le contrôle des lois d’une part, et la volonté d’accorder une certaine autonomie aux collectivités de base (paroisses, bourgs, villes) d’autre part, s’étale de 1789 à 1838. Les découpages territoriaux évoluent ensuite au gré des réformes visant à décentraliser ou recentraliser l'action de l'État. La régionalisation fonctionnelle des services de l'État (1945-1971) aboutit à la création de régions. L'acte I de la décentralisation de 1982-1983 constitue une étape importante en donnant l'autonomie aux collectivités territoriales, régions, départements et communes. L'acte II intervient en 2003-2006, puis l'acte III en 2012-2015.
Le tableau suivant présente les rattachements, au niveau infra-départemental, de la commune de Saint-Brisson-sur-Loire aux différentes circonscriptions administratives et électorales ainsi que l'historique de l'évolution de leurs territoires.
| Circonscription             | Nom                | Période   | Type                         | Évolution du découpage territorial |
| --------------------------- | ------------------ | --------- | ---------------------------- | --- |
| District                    | Gien               | 1790-1795 | Administrative               | La commune est rattachée au district de Gien de 1790 à 1795,. La Constitution du 5 fructidor an III, appliquée à partir de vendémiaire an IV (1795) supprime les districts, rouages administratifs liés à la Terreur, mais maintient les cantons qui acquièrent dès lors plus d'importance. |
| Canton                      | Poilly             | 1790-1801 | Administrative et électorale | Le 10 février 1790, la municipalité de Saint Brisson est rattachée au canton de Poilly,. Les cantons sont supprimés, en tant que découpage administratif, par une loi du 26 juin 1793, et ne conservent qu'un rôle électoral. Ils permettent l’élection des électeurs du second degré chargés de désigner les députés. Les cantons acquièrent une fonction administrative avec la disparition des districts en 1795. |
| Canton                      | Gien               | 1801-2015 | Administrative et électorale | Sous le Consulat, un redécoupage territorial visant à réduire le nombre de justices de paix ramène le nombre de cantons dans le Loiret de 59 à 31. Saint Brisson est alors rattachée par arrêté du 9 vendémiaire an X (30 septembre 1801) au canton de Gien, sous le nom de Saint-Brisson,. |
| Canton                      | Sully-sur-Loire    | 2015-     | Électorale                   | La loi du 17 mai 2013 et ses décrets d'application publiés en février et mars 2014 introduisent un nouveau découpage territorial pour les élections départementales. La commune est alors rattachée au nouveau canton de Sully-sur-Loire. Depuis cette réforme, plus aucun service de l'État n'exerce sa compétence sur un territoire s'appuyant sur le nouveau découpage cantonal. Le canton a disparu en tant que circonscription administrative de l'État ; il est désormais uniquement une circonscription électorale destinée à l'élection d'un binôme de conseillers départementaux siégeant au conseil départemental. |
| Arrondissement              | Gien               | 1801-1926 | Administrative               | Saint-Brisson est rattachée à l'arrondissement de Gien par arrêté du 9 vendémiaire an X (30 septembre 1801),. |
| Arrondissement              | Montargis          | 1926-     | Administrative               | Sous la Troisième République, en raison d'un endettement considérable et de l'effort nécessaire pour la reconstruction post-Première Guerre mondiale, la France traverse une crise financière. Pour réduire les dépenses de l’État, Raymond Poincaré fait voter plusieurs décrets-lois réformant en profondeur l’administration française : 106 arrondissements sont ainsi supprimés, dont ceux de Gien et de Pithiviers dans le Loiret par décret du 10 septembre 1926. Saint-Brisson-sur-Loire est ainsi transférée de l'arrondissement de Gien à celui de Montargis,.                                                     |
| Circonscription législative | 3e circonscription | 2010-     | Électorale                   | Lors du découpage législatif de 1986, le nombre de circonscriptions législatives passe dans le Loiret de 4 à 5. Un nouveau redécoupage intervient en 2010 avec la loi du 23 février 2010. En attribuant un siège de député « par tranche » de 125 000 habitants, le nombre de circonscriptions par département varie désormais de 1 à 21,. Dans le Loiret, le nombre de circonscriptions passe de cinq à six. Saint-Brisson-sur-Loire, initialement rattachée à la quatrième circonscription, est, après 2010, rattachée à la troisième circonscription.                                                                     |

#### Collectivités de rattachement
La commune de Saint-Brisson-sur-Loire est rattachée au département du Loiret et à la région Centre-Val de Loire, à la fois circonscriptions administratives de l'État et collectivités territoriales.

### Politique et administration municipales

#### Conseil municipal et maire
Depuis les élections municipales de 2014, le conseil municipal  de Saint-Brisson-sur-Loire, commune de plus de 1 000 habitants, est élu au scrutin proportionnel de liste à deux tours (sans aucune modification possible de la liste), pour un mandat de six ans renouvelable. Il est composé de 15 membres. L'exécutif communal est constitué par le maire, élu par le conseil municipal, parmi ses membres, pour un mandat de six ans, c'est-à-dire pour la durée du mandat du conseil. Claude Pléau est maire depuis 2014.
| Période                                  | Période  | Identité          | Étiquette | Qualité                                          |
| ---------------------------------------- | -------- | ----------------- | --------- | ------------------------------------------------ |
| 2001                                     | 2014     | Christian Bouleau | UMP       | Suppléant du député Jean-Pierre Door (2002-2007) |
| mars 2014                                | En cours | Claude Pléau,     |           | Ancien cadre                                     |
| Les données manquantes sont à compléter. |          |                   |           |                                                  |

## Équipements et services

### Environnement

#### Gestion des déchets
En  2016, la commune est membre du syndicat mixte de collecte et de traitement des ordures ménagères des cantons de Gien, Châtillon Coligny, Briare et Châtillon-sur-Loire (SMICTOM). Celui-ci assure la collecte et le traitement des ordures ménagères résiduelles en porte à porte, des emballages ménagers recyclables, des encombrants et du verre en points d’apport volontaire. Un réseau de sept déchetteries accueille les encombrants et autres déchets spécifiques (déchets verts, déchets dangereux, gravats, ferraille, cartons…). La déchèterie la plus proche est située sur la commune de Briare,. L'élimination et la valorisation énergétique des déchets ménagers et de ceux issus de la collecte sélective sont effectuées par le SYCTOM de Gien-Châteauneuf-sur-Loire qui comprend un centre de transfert de déchets ménagers et un centre de stockage de déchets ultimes (CSDU) de classe II à Saint-Aignan-des-Gués ainsi qu'une usine d’incinération des ordures ménagères à Gien-Arrabloy
Depuis le 1er janvier 2017, la « gestion des déchets ménagers » ne fait plus partie des compétences de la commune mais est une compétence obligatoire de la communauté des communes giennoises en application de la loi NOTRe du 7 août 2015.

#### Production et distribution d'eau
Le service public d’eau potable est une compétence obligatoire des communes depuis l’adoption de la loi du 30 décembre 2006 sur l’eau et les milieux aquatiques. Au 31 décembre 2016, la production et la distribution de l'eau potable sur le territoire communal sont assurées par le syndicat intercommunal d'alimentation en eau potable de Saint-Martin-sur-Ocre - Saint-Brisson-sur-Loire, un syndicat créé en 1965 desservant deux communes (Saint-Brisson-sur-Loire et Saint-Martin-sur-Ocre), la commune elle-même.
La loi NOTRe du 7 août 2015 prévoit que le transfert des compétences « eau et assainissement » vers les communautés de communes sera obligatoire à compter du 1er janvier 2020. Le transfert d’une compétence entraîne  de  facto la mise à disposition gratuite de plein droit des biens, équipements et services publics utilisés, à la date du transfert, pour l'exercice de ces compétences et la substitution de la communauté dans les droits et obligations des communes,.

#### Assainissement
La compétence assainissement, qui recouvre obligatoirement la collecte, le transport et l’épuration des eaux usées, l’élimination des boues produites, ainsi que le contrôle des raccordements aux réseaux publics de collecte, est assurée par la communauté des communes giennoises.
La commune est raccordée à une station d'épuration située sur le territoire communal, mise en service le 1er janvier 2005 et dont la capacité nominale de traitement est de  900 EH, soit 220 m3/jour. Cet équipement utilise un procédé d'épuration biologique dit « à boues activées »,.
L’assainissement non collectif (ANC) désigne les installations individuelles de traitement des eaux domestiques qui ne sont pas desservies par un réseau public de collecte des eaux usées et qui doivent en conséquence traiter elles-mêmes leurs eaux usées avant de les rejeter dans le milieu naturel. La Communauté des communes giennoises a créé un service public d'assainissement non collectif (SPANC) qui a pour missions la vérification de la conception et de l’exécution des ouvrages pour les installations neuves ou réhabilitées et la vérification périodique du bon fonctionnement et de l’entretien des installations existantes,.

## Population et société

### Démographie
L'évolution du nombre d'habitants est connue à travers les recensements de la population effectués dans la commune depuis 1793. Pour les communes de moins de 10 000 habitants, une enquête de recensement portant sur toute la population est réalisée tous les cinq ans, les populations de référence des années intermédiaires étant quant à elles estimées par interpolation ou extrapolation. Pour la commune, le premier recensement exhaustif entrant dans le cadre du nouveau dispositif a été réalisé en 2005.
En 2022, la commune comptait 961 habitants, en évolution de −2,73 % par rapport à 2016 (Loiret : +1,89 %, France hors Mayotte : +2,11 %).
| 1793 | 1800 | 1806 | 1821 | 1831 | 1836 | 1841 | 1846 | 1851 |
| ---- | ---- | ---- | ---- | ---- | ---- | ---- | ---- | ---- |
| 760  | 743  | 725  | 779  | 865  | 829  | 857  | 924  | 980  |

| 1856  | 1861  | 1866  | 1872  | 1876  | 1881  | 1886  | 1891  | 1896  |
| ----- | ----- | ----- | ----- | ----- | ----- | ----- | ----- | ----- |
| 1 026 | 1 052 | 1 054 | 1 052 | 1 085 | 1 131 | 1 096 | 1 111 | 1 106 |

| 1901  | 1906 | 1911 | 1921 | 1926 | 1931 | 1936 | 1946 | 1954 |
| ----- | ---- | ---- | ---- | ---- | ---- | ---- | ---- | ---- |
| 1 001 | 937  | 930  | 840  | 813  | 730  | 700  | 711  | 654  |

| 1962 | 1968 | 1975 | 1982 | 1990  | 1999  | 2005  | 2006  | 2010  |
| ---- | ---- | ---- | ---- | ----- | ----- | ----- | ----- | ----- |
| 596  | 631  | 622  | 930  | 1 021 | 1 001 | 1 050 | 1 051 | 1 029 |

| 2015 | 2020 | 2022 | - | - | - | - | - | - |
| ---- | ---- | ---- | - | - | - | - | - | - |
| 996  | 962  | 961  | - | - | - | - | - | - |

## Culture locale et patrimoine

### Lieux et monuments
- Le château de Saint-Brisson des XIIIe, XVIe et XIXe siècles. Le domaine de Saint-Brisson est partiellement protégé par les Monuments Historiques depuis 1993[120] ;
- L'église Saint-Pierre-et-Saint-Brice des XIIe, XVIe et XIXe siècles. Les chapiteaux romans sont classés Monuments Historiques par Prosper Mérimée en 1849 ;[réf. nécessaire]
- Le prieuré Sainte-Marie, maison du prieur du XVe siècle rue de l'Église ;
- Le château de Launay, manoir seigneurial du XVe siècle, rue d'Autry ;
- Le Christ en croix, bois polychrome du XVe siècle au cimetière de Saint-Brisson ;
- Le bourg ancien et ses maisons des XVIe et XIXe siècles ;
- La commune est située dans la zone de protection spéciale vallée de la Loire du Loiret du réseau Natura 2000[121].

### Manifestations
- Visite guidée du bourg ancien et de certains de ses monuments, les jeudis soir de juillet et août ;
- Fête de la citrouille, la 3e semaine de septembre, depuis 1989 ;
- Salon européen d'Art contemporain, en novembre, les années paires ;
- Concerts de jazz les étés dans la cour du château de Saint-Brisson.

### Sport
La commune a accueilli le départ de la deuxième étape de la course cycliste Paris-Nice le 9 mars 2009.

### Personnalités liées à la commune
- Sidoine Séguier, marquis de Saint-Brisson, (1738-1773), militaire, homme de lettres, et disciple de Jean-Jacques Rousseau.
- Alice Cocéa (1899-1970), actrice et chanteuse d'origine roumaine, est enterrée dans le cimetière de Saint-Brisson auprès de sa sœur Florica.

### Héraldique
| Blason de Saint-Brisson-sur-Loire | Blason  | D'azur au château du lieu d'argent, ajouré et maçonné de sable, surmonté de trois fleurs de lis d'or rangées en chef et soutenu de deux burelles ondées cousues de sable. |
| Blason de Saint-Brisson-sur-Loire | Détails | Le statut officiel du blason reste à déterminer. |
| Blason de Saint-Brisson-sur-Loire | Alias   | D'azur au chevron d'or accompagné de deux étoiles du même en chef et d'un agneau d'argent en pointe.                                                                      |